# Agua Blanca, Nejapa de Madero
Agua Blanca är en ort i Mexiko.   Den ligger i kommunen Nejapa de Madero och delstaten Oaxaca, i den sydöstra delen av landet, 500 km sydost om huvudstaden Mexico City. Agua Blanca ligger 1 220 meter över havet och antalet invånare är 263.
Terrängen runt Agua Blanca är kuperad åt nordost, men åt sydväst är den bergig. Runt Agua Blanca är det glesbefolkat, med 12 invånare per kvadratkilometer. Närmaste större samhälle är San Juan Lachixila, 18,8 km norr om Agua Blanca. I omgivningarna runt Agua Blanca växer i huvudsak lövfällande lövskog.